# 川普訴萬斯案
川普诉万斯案（英語：Trump v. Vance），是美国联邦最高法院于2020年具有里程碑意义的一案，案涉及纽约县地方检察官小赛勒斯·万斯调阅唐纳德·特朗普的税务记录作为对史多美·丹尼爾丑闻正在进行的调查的一部分，特朗普已提起诉讼以防止其被调阅。最高法院裁定，美国宪法第二条和至高條款并未明确排除或不要求提高向现任总统签发国家刑事传票的标准。法官于2020年7月发布了7–2的裁定。塞缪尔·阿利托和克拉伦斯·托马斯大法官持反对意见。

## 拓展阅读
- Freedman, Eric M. . Hastings Constitutional Law Quarterly. 1992, 20 (1): 7–68  [2021-09-24]. （原始内容存档于2020-07-09）.